# Christine Leunens
Christine Leunens (* 29. prosince 1964 Hartford, Connecticut) je novozélandsko-belgická spisovatelka. Proslavila se románem Caging Skies, podle něhož byl natočený film Jojo Rabbit (Králíček Jojo), který obdržel v roce 2020 šest nominací na Oscara a zúročil z nich cenu za scénář.

## Život a dílo
Narodila se v Americe, má novozélandsko-belgické občanství. Její matka pocházela z Apulie a otec byl z Bruselu. Jako teenagerka se přestěhovala do Paříže, kde žil její dědeček Guillaume Leunens, vlámský umělec. Oba její dědové byli pronásledování nacisty, což ovlivnilo její tvorbu. Svá univerzitní studia a raná psaní si financovala modelingem v Evropě. Bakalářský titul z francouzské literatury získala na Univerzitě Severní Karolíny.V roce 2005 obdržela magisterský titul v oboru angličtiny a americké literatury a jazyka na Harvard University Extension School a v roce 2012 obhájila doktorát na Victoria University of Wellington.
V roce 1990 žila rok na farmě v Pikardii a během této doby začala psát. V roce 2003 se společně se svou rodinou odstěhovala na Nový Zéland. V roce 1996 získala cenu za nejlepší původní scénář od Centre National du Cinéma. Následující rok se zúčastnila letního semestru studia anglické literatury na Exeter College v Oxfordu. V roce 2023 získala titul rezidenční spisovatelky UNESCO – města literatury v Praze, kde v březnu a dubnu 2023 pracovala na novém historickém románu v Domě Franze Kafky. Za literaturu 2024 získala na 28. ročníku Mezinárodního festivalu policejních cen (IPAAF) v italském Montepulcianu cenu Apoxiomeno.
V roce 1999 vydala svůj debutový román Primordial Soup. Její druhý román Caging Skies vyšel v roce 2004, v češtině byl vydán v roce 2020 pod názvem Nebe v kleci. Divadelní adaptace románu měla premiéru v divadle Circa v roce 2017. Filmová adaptace knihy pod názvem Jojo Rabbit od Taiky Waititiho získala cenu People's Choice Award. Natáčení filmu probíhalo od 28. května do 21. července 2018 na různých místech Česka. Světová premiéra díla proběhla 8. září 2019 na mezinárodním filmovém festivalu v Torontu. V rámci své doktorské práce na IIIML získala doktorské stipendium od Viktoriiny univerzity ve Wellingtonu na napsání svého třetího románu A Can of Sunshine. Román In Amber's Wake vyšel v roce 2022, do češtiny byl přeložen v roce 2024. Filmová adaptace románu se připravuje.